# Kozárvári Mátyás
Kozárvári (Gosárvári) Mátyás 16. századi magyar költő.
A Dés melletti Kozárváron volt harmincados (triesimator, vámszedő).
Fő műve Az Regi Magyaroknac első be iövésekről valo Historia, Atillaual miképpen telepettenec le Scambriaban, Es melly nagy vérontassal férkesztenek be Pannoniaba című történeti munek volt. A szerző instrukciói szerint az Arpad vala fő az Capitanságba című nóta dallamára kellett énekelni.
Kozárvári Báthory István híve volt, ezért művében őt „Attila Secundusnak”, második Attilának nevezte, hasonlóképpen, mint Mátyást az ő krónikásai.
A versszakok kezdő betűiből összeolvasható akrosztichon latin szövege magyarul a következő: „Mathias Gosarvari, hunyadi harmincados készítette ezt a históriát, és a nagyságos ifj. somlyai Báthory Istvánnak ajánlja: Miként viselt hadat Attila ellenségeivel, hogyan hódoltatta meg királyok, urak, országok, városok sokaságát, mi módon tette lakóhelyévé Sicambriát, s hogyan lelte aztán hirtelen halálát.”
A művet először Heltai Gáspárné műhelyében nyomtatták ki 1579-ben. Ebből a kiadásból három példány maradt fenn. Második kiadásban is megjelent 1592-ben Manlius János nyomdájában, de ebből eddig nem került elő egyetlen példány sem.

## Művei
- Kozárvári Mátyás, Decsi Gáspár, Decsi Mihály, Tolnai Fabricius Bálint, Pécsi János, Murád Dragomán (Somlyai Balázs), Szepesi György, Vajdakamarási Lőrinc, Skaricza Máté, Zombori Antal, Tardi György, Tasnádi Péter, Hegedűs Márton, Moldovai Mihály és ismeretlen szerzők énekei, 1579–1588; sajtó alá rend. Ács Pál, szerk. Székely Júlia; Akadémiai–Orex, Bp., 1999 (Régi magyar költők tára)